# Гропино
Гро̀пино (на гръцки: Δάφνη, Дафни, до 1926 година Γρόπινο, Гропино, катаревуса Γρόπινον, Гропинон, до 1957 Βαλτολίβαδο, Валтоливадо, катаревуса Βαλτολίβαδον, Валоливадон) е село в Егейска Македония, Гърция, част от дем Въртокоп (Скидра) в административна област Централна Македония.

## География
Гропино е разположено на 15 m надморска височина, на 22 km югоизточно от град Воден (Едеса) и на 6 km източно от демовия център Въртокоп (Скидра).

## История

### В Османската империя
В XIX век Гропино е малко българско село в Ениджевардарска каза на Османската империя. Според статистиката на Васил Кънчов („Македония. Етнография и статистика“) в 1900 година Групиново (Гропино) има 224 жители българи.
Всичките жители на Гропино са под върховенството на Цариградската патриаршия - по данни на секретаря на Българската екзархия Димитър Мишев („La Macédoine et sa Population Chrétienne“) в 1905 година в Гропино (Gropino) има 208 българи патриаршисти гъркомани и в селото работи гръцко училище. Учител в селото между 1870 и 1908 година, а вероятно и след това, е Иван Тръпков (1838 – ?).
Кукушкият околийски училищен инспектор Никола Хърлев пише през 1909 година, че селото има 12 къщи и че екзархистите от него се черкуват в съседното Свети Георги.
Населението намалява поради маларията и сблъсъците на българските и гръцките чети в района до 1912 година.

### В Гърция
През Балканската война в селото влизат гръцки войски и след Междусъюзическата Гропино остава в Гърция. 
Боривое Милоевич пише в 1921 година („Южна Македония“), че Гропиново има 17 къщи славяни християни и 3 къщи цигани мохамедани.
Българското му население се изселва и в 1924 година в селото са заселени 133 бежански семейства. В 1926 година селото е прекръстено на Валтоливадо. В 1928 година Гропино е представено като чисто бежанско с 28 бежански семейства и 120 души бежанци. В 1935 година, след пресушаването на Ениджевардарското езеро в Гропино са заселени много бежански семейства от Понт и Мала Азия, които получават освободена от езерото земя.
В 1957 година селото е прекръстено отново, този път на Дафни. Селото е много богато, поради плодородието на землището. Отглеждат се много овошки - праскови и ябълки, както и памук, жито и млечни крави.
| Име  | Име  | Ново име | Ново име | Описание             |
| ---- | ---- | -------- | -------- | -------------------- |
| Арки | Άρκι | Мавро    | Μαϋρο    | река на С от Гропино |

| Година    | 1913 | 1920 | 1928 | 1940 | 1951 | 1961 | 1971 | 1981 | 1991 | 2001 | 2011 | 2021 |
| --------- | ---- | ---- | ---- | ---- | ---- | ---- | ---- | ---- | ---- | ---- | ---- | ---- |
| Население | 79   | 15   | 143  | 475  | 562  | 588  | 519  | 663  | 700  | 667  | 679  | 565  |